# União das Freguesias de Vila Flor e Nabo
Die União das Freguesias de Vila Flor e Nabo ist eine portugiesische Gemeinde (Freguesia) im Kreis (Concelho) Vila Flor, Distrikt Bragança, im Nordosten Portugals.

## Geschichte
Die Gemeinde entstand im Zuge der Gebietsreform vom 29. September 2013 durch die Zusammenlegung der ehemaligen Gemeinden Vila Flor und Nabo.
Vila Flor wurde Sitz der neuen Verwaltung.

## Demographie

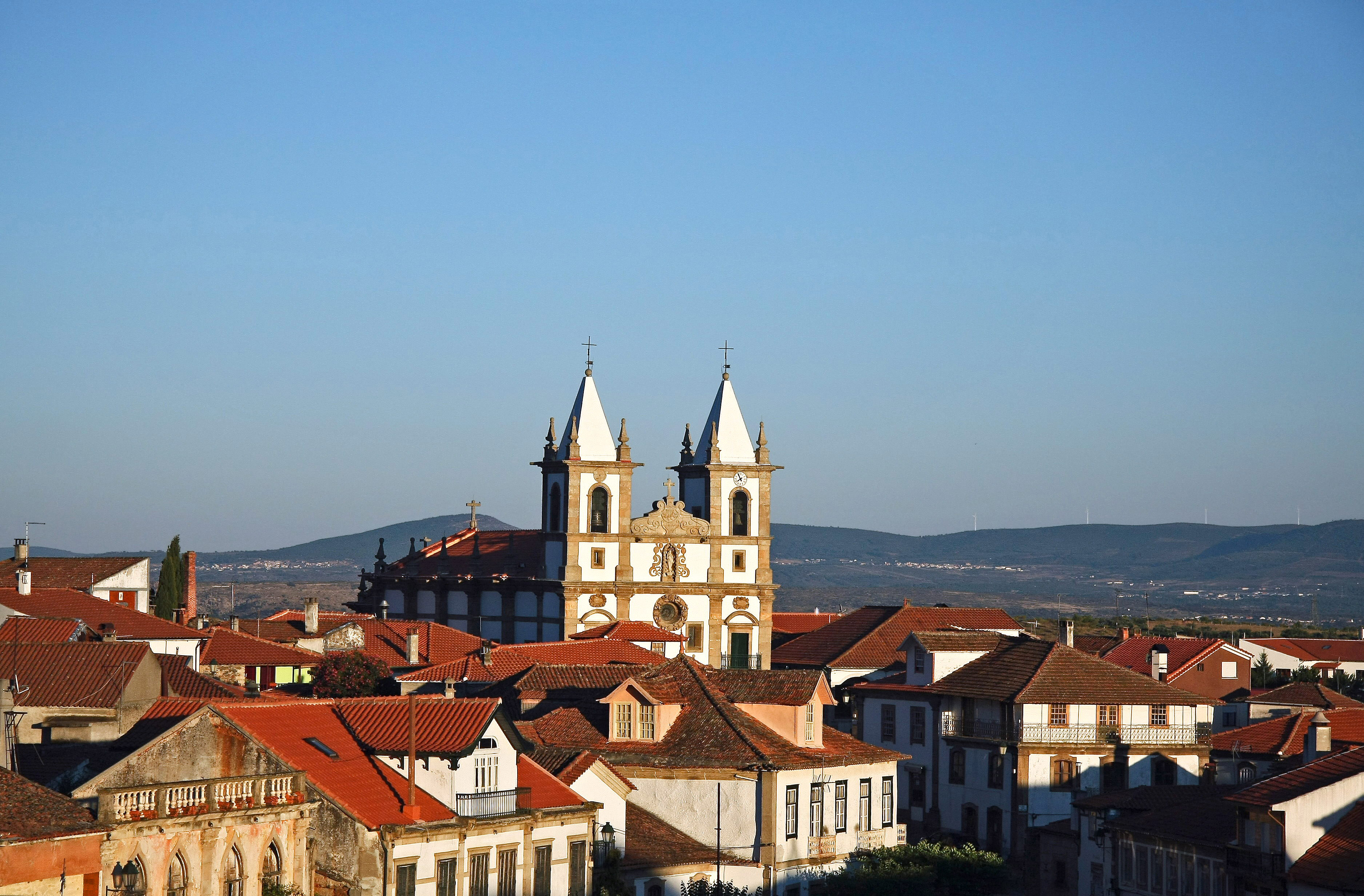
Vila Flor

| Freguesia | Freguesia        | Freguesia | Freguesia       | ehemalige Freguesias | ehemalige Freguesias | ehemalige Freguesias | ehemalige Freguesias |
| --------- | ---------------- | --------- | --------------- | -------------------- | -------------------- | -------------------- | -------------------- |
| Wappen    | Freguesia        | Einwohner | Fläche in (km²) | Wappen               | Freguesia            | Einwohner            | Fläche in (km²)      |
|           | Vila Flor e Nabo | 2351      | 40,26           |                      | Vila Flor            | 2264                 | 31,88                |
|           | Vila Flor e Nabo | 2351      | 40,26           | Nabo                 | 142                  | 8,38                 |                      |